# Ар Келли
R. Kelly (рус. 
Ар Ке́лли; настоящее имя — Ро́берт Сильве́стр Ке́лли; англ. Robert Sylvester Kelly; род. 8 января 1967, Чикаго, Иллинойс) — американский музыкант в стиле ритм-н-блюз, певец, поэт-песенник, продюсер, обладатель трёх премий «Грэмми» и осуждённый секс-преступник. Также известен как «король R&B» и «король поп-соула».
Келли искусно сочетает традицию задушевного пения в стиле соул, идущую от Лайонела Ричи, с элементами актуальных фанка и хип-хопа. По данным журнала Billboard, Ар Келли является наиболее успешным сольным певцом 1990-х по числу синглов, попавших в число сорока лучших композиций США. Пять его альбомов отметились на вершине Billboard 200.
В 2009 году в СМИ появилось интервью исполнителя, в котором Келли признался, что не умеет читать и писать, а единственной причиной, по которой ему удалось окончить школу, стал «хороший бросок в прыжке».
В 2019 году вышел документальный фильм «Surviving R. Kelly», повествующий о женщинах, которые предположительно были подвергнуты сексуальному насилию со стороны Ар Келли. В 2021 году суд присяжных признал Келли виновным в сексуальных домогательствах к женщинам и детям, продолжавшихся более двух десятилетий, а в 2022 году суд приговорил Келли к 30 годам заключения, а в 2023 году — ещё к 20 годам.

## Биография
Келли родился 8 января 1967 года в Чикаго. Его музыкальная карьера началась в 1992 году, когда он выступал с группой «Public Announcement». Певец выделялся на общем фоне «правильных мальчиков» откровенностью написанных и исполненных им песен, многие из которых были начинены пассажами весьма скабрёзного содержания.

### 1992—1996
Первоначально его основной аудиторией были афроамериканцы, однако в 1994 г. случился прорыв в мейнстрим: нестандартная по тем временам композиция «Bump n’Grind» взобралась на вершину национальных чартов продаж, а в ритм-энд-блюзовых чартах она вообще установила рекорд пребывания на первом месте. Таким образом, Келли оказался единственным сольным ритм-энд-блюзовым певцом, достигшим в течение 1990-х суперзвездного статуса в национальном масштабе.
В течение 1994 и 1995 годов Келли занимался написанием и продюсированием хитов для 15-летней Алии (которая, как выяснилось позднее, была в то время его тайной женой). Он же написал и спродюсировал последний чарттоппер в американской карьере Майкла Джексона — «You Are Not Alone» (1995).

### 1996—2002
Будучи заядлым поклонником баскетбола, Келли пишет в 1996 году песню к фильму «Космический джем». Озаглавленная «I Believe I Can Fly», эта композиция возглавила хит-парады по всей Европе, выиграла три премии «Грэмми» и была занесена журналом Rolling Stone в список пятисот лучших песен эпохи рок-н-ролла. Записанная в аналогичном стиле и вышедшая в 1997 году тема к фильму «Бэтмен и Робин» не смогла повторить этого успеха.
К 1998 году Келли достигает пика своей карьеры. У него выходит двойной альбом R., первый же сингл с которого — «I’m Your Angel» (дуэт с Селин Дион) — дебютирует в Billboard Hot 100 на первом месте и сохраняет эту позицию на протяжении шести недель. Вслед за этим он пишет музыкальную тему к байопику «Али» — «The World’s Greatest».
В отличие от многих звезд 1990-х, Келли сумел вовремя заметить и оценить нарастающую популярность хип-хопа и к концу десятилетия стал разворачивать своё творчество в этом направлении. Ему удалось поработать с самыми раскрученными рэперами того времени, Паффом Дэдди и Джей Зи, причём вместе с последним Келли отправился в тур по США и записал совместный альбом «The Best of Both Worlds» (2002).
В 2001 году написал песню «Cry» для альбома Майкла Джексона «Invincible»

### 2002—2012
В феврале 2002 г. в Интернете появляется видеозапись, которая запечатлела, как Келли мочится на лицо 14-летней девочки. Вслед за этим появляется ещё одна несовершеннолетняя, которая заявляет о связи с Келли и о том, что тот принудил её к аборту. Певец оказывается в центре судебных разбирательств, причём число обиженных им девушек возрастает со временем до двадцати одной.
Несмотря на неприятности с законом, Келли продолжает успешно выпускать и реализовывать новые хиты. Его ремикс на песню «Ignition» стал одним из самых продаваемых синглов 2003 года по обе стороны Атлантики.

## Happy People / U Saved Me
Релиз альбома Happy People / U Saved Me состоялся 13 июля 2004 года. На первый диск вошли танцевальные песни и любовные баллады, а на второй — более глубокие по смыслу духовные композиции.
Первый сингл из альбома «Happy People» сразу дебютировал в чартах. Предыдущий альбом R. Kelly «Chocolate Factory» был издан в 2003 году. Диск возглавлял чарт The Billboard 200, а его тираж превысил отметку в 2,6 млн проданных копий в США. С этим альбомом певец стал обладателем одной из наград Soul Train Аwards, а также был номинирован на BET Awards.

## TP.3 Reloaded
Это седьмой студийный альбом R&B певца R. Kelly. Альбом является третьим из серии 12 Play и дебютировал на 1 месте в чарте Billboard 200.

## Double Up
В 2007 году вышел альбом «Double Up». Главным хитом альбома стал ремикс на сингл «I’m a Flirt». По иронии судьбы, оригинальной версии этого трека в альбоме нет: она попала в альбом Bow Wow. Просто R. Kelly так впечатлился успехом того трека, оказавшегося нарасхват у радиостанций, даже не будучи выпущенным как сингл. Для ремикса были приглашены T-Pain и T.I..

## Untitled
В 2009 году Келли начал активно выпускать синглы для грядущего альбома Untitled. Первый сингл альбома Number One (feat. Keri Hilson) был на 8 месте Billboard Hot RnB/Hip-Hop songs.
Альбом Untitled вышел 30 ноября 2009 года. В первую неделю было продано 140 тысяч копий альбома. Он разместился на 4 месте в Billboard 200 и на 1 месте в чарте Billboard R&B/Hip-Hop Album. Изначально альбом назывался 12 Play 4th Quarter, но после того как он был нелегально выложен в Интернет, его переименовали в Untitled.

## Проблемы с законом

### Обвинения в сексуальном насилии
Келли неоднократно обвинялся в сексуальном насилии за инциденты, имевшие место с 1991 по 2018 год. с августа 2000 года он стал объектом длительного расследования Chicago Sun-Times. Его судили по нескольким гражданским искам и уголовным делам, начиная с 1996 года, когда Тиффани Хокинс заявила, что вступала с рэпером в сексуальные отношения и он побуждал её соблазнять несовершеннолетних друзей начиная с 1991 года, когда ей было 15 лет, а Келли – 24 года. После утечки порнографических видеозаписей Келли был привлечён к ответственности по обвинению в распространении детской порнографии в 2002 году,  что привело к спорному судебному разбирательству, которое закончилось его полным оправданием в 2008 году по всем пунктам обвинения.
В феврале 2019 года Келли был арестован в Чикаго по обвинению в сексуальных преступлениях, после выпуска многосерийного документального фильма «Приговор Ар Келли», в котором жертвы действии музыканта высказывались о сексуальных домогательствах. В обвинениях по 10 пунктам говорится о сексуальном насилии в отношении четырёх девушек, при этом трём из них на момент совершения преступлений было менее 17 лет.
28 сентября 2021 года суд присяжных в Нью-Йорке признал Келли виновным в сексуальных домогательствах к женщинам и детям, продолжавшихся более двух десятилетий.
29 июня 2022 года суд Нью-Йорка приговорил Келли к 30 годам тюремного заключения. 25 февраля 2023 года суд Нью-Йорка добавил Келли 20 лет тюремного заключения, который будет отбываться одновременно с прошлым сроком

### Другие судебные дела
Помимо федеральных дел о сексуальном насилии, Келли принимал участие в нескольких громких уголовных делах и судебных процессах:
- 13 августа 1997 г.: Келли был признан виновным в нанесении побоев и помещен на неконтролируемый испытательный срок в один год в Лафайете, штат Луизиана из-за результате драки в июле 1996 года, в которой участвовали певец и его окружение. Одной из жертв потребовалось в общей сложности 110 швов на лице[22].
- 8 апреля 1998 г.: Келли был арестован в Чикаго по трём обвинениям в нарушении общественного порядка, включая одно обвинение в нарушении закона о шуме за воспроизведение громкой музыки из своей машины. Он якобы вёл себя агрессивно, когда его арестовали и поместили под стражу. Автомобиль, в котором он тестировал аудио, был конфискован и на него была наложена ежедневная плата в размере 500 долларов[23]. Прокуроры из окружной прокуратуры сняли первые два обвинения 7 мая и обвинение за шум 22 июля того же года[24][25].
- 6 марта 2019 г.: Келли был доставлен в тюрьму округа Кук после того , как не выплатил алименты в размере 161 633 долларов своей бывшей жене Андреа. Три дня спустя его освободили после того, как кто-то, чья личность не разглашается, выплатил алименты от его имени[26].

## Награды
- American Music Award
  - 2000: Любимый мужской Soul / R & B Исполнитель
  - 2005: Любимый мужской Soul / R & B Исполнитель
- BET Awards
  - 2003: Лучший мужской R & B Исполнитель
- Billboard Awards
  - 2001: Лучший R & B / Hip Hop Исполнитель
  - 2001: Лучший R & B / Hip Hop Album (TP2.com)
  - 2001: Лучший R & B / Hip Hop Singles & треки («Фиеста»)
  - 2001: Лучший R & B / Hip-Hop Исполнитель Ale
  - 2001: Лучший R & B / Hip Hop Album Исполнитель
  - 2001: Лучший R & B / Hip Hop Album Исполнитель
- BMI Awards
  - 1998: Поп писатель года для («I Believe I Can Fly», «I Can’t Sleep Baby (If I)» и «I Do Not Want To»)
- Грэмми
  - 1998: Лучшая R & B Песня («I Believe I Can Fly»)
  - 1998: Лучший R & B мужской вокальный спектакль («I Believe I Can Fly»)
  - 1998: лучшая песня к Фильму («I Believe I Can Fly»)
- NAACP Image Awards
  - 2001: Выдающийся мужской Исполнитель
  - 2001: Лучший видеоклип («I Wish»)
- Soul Train Awards
  - 1999: Лучший R & B / Soul Album, мужской (R.)
  - 1999: Сэмми Дэвис младший Entertainer года "
  - 2000: Лучший R & B / Soul или Rap Album (R.)
  - 2001: Лучший R & B / Soul Single, Муж («I Wish»)
  - 2001: Лучший R & B / Soul Album, Мужской (TP2.com)
  - 2004: R & B / Soul Album, Мужской («Шоколадная фабрика»)
  - 2004: Куинси Джонса за выдающиеся достижения карьеры
  - 2006: Stevie Wonder Award за выдающиеся достижения в области написания песен
- Source Hip Hop Awards
  - 1999: R & B Артист года
  - 2001: R & B Артист года
- Vibe Awards
  - 2003: R & B Vanguard Award

## Дискография
Сольные альбомы
- 12 Play (1993)
- R. Kelly (1995)
- R. (1998)
- TP-2.com (2000)
- Chocolate Factory (2003)
- Happy People / U Saved Me (2004)
- TP.3 Reloaded (2005)
- Double Up (2007)
- Untitled (2009)
- Love Letter (2010)
- Write Me Back (2012)
- Black Panties (2013)
- The Buffet (2015)
- 12 Nights of Christmas (2016)